# Andrzej Mikołaj Szyjewski
Andrzej Mikołaj Szyjewski (ur. 29 listopada 1841 w Krakowie, zm. 17 sierpnia 1924 tamże) – powstaniec styczniowy, polski działacz związkowy i drukarz.
Ukończył jedno z gimnazjów krakowskich; w 1856 podjął pracę w drukarni Uniwersytetu Jagiellońskiego i rozpoczął naukę zawodu drukarza i w 1860 uzyskał tam kwalifikacje zawodowe. Potem pracował jako zecer w drukarni krakowskiego „Czasu”.
W 1863 przedostał się do Królestwa Polskiego, gdzie walczył, jako podoficer, najpierw w szeregach pułkownika Kurowskiego, wziąwszy m.in. 17 lutego udział w bitwie pod Miechowem, potem u generała Langiewicza – pomiędzy 24 lutego a 5 marca – pod Małogoszczem, Pieskową Skałą i Skałą.
Po zakończeniu swego udziału w Powstaniu wrócił do Krakowa i wszedł do zarządu Kasy Wspólnej Pomocy (później Stowarzyszenia Wzajemnej Pomocy Towarzyszy Sztuki Drukarskiej, a potem – Kasa Chorych).
W 1870, po odejściu z drukarni „Czasu”, zatrudniony został na stanowisku kierownika w drukarni Wincentego Korneckiego. W marcu 1876 założył wraz z innymi drukarzami (J. Dorantowiczem i T. Machalskim) spółdzielnię Drukarnia Związkowa, która po pół roku liczyła już 29 udziałowców, ale – ze względu na problemy finansowe – podjęła działalność dopiero w listopadzie 1880. Drukarnia ta, wyposażana przez następne dziesięciolecia w różne maszyny i przenoszona w różne lokalizacje, działała pod jego kierownictwem aż do przejścia przezeń na emeryturę 13 marca 1918.
10 tysięcy koron, stanowiących jego udział w Drukarni Związkowej, przeznaczył w testamencie na stworzenie fundacji wspierającej emerytowanych drukarzy.
Zmarł, nie pozostawiając dzieci.